# Dipartimento di Leales
Leales è un dipartimento collocato nella parte est della provincia argentina di Tucumán, con capitale Bella Vista.
Confina a nord con il dipartimento di Cruz Alta, a est con la provincia di Santiago del Estero, a sud con il dipartimento di Simoca e a ovest con i dipartimenti di Famaillá e Lules.
Secondo il censimento del 2001, su un territorio di 2.027 km², la popolazione ammontava a 51.090 abitanti.
Il nome del dipartimento sembra derivare dal vincolo che in passato legò il dipartimento con una delle sue più importanti famiglie: i Leal de Medina.
I municipi del dipartimento sono:
- Agua Dulce y La Soledad
- Bella Vista
- El Mojón
- Esquina y Mancopa
- Estación Araoz y Tacanas
- Las Talas
- Los Gómez
- Los Puestos
- Manuel García Fernández
- Quilmes y Los Sueldos
- Río Colorado
- Santa Rosa de Leales
- Leales